# Казахстан (Аксуский район)
Казахстан (каз. Қазақстан) — село в Аксуском районе Жетысуской области Казахстана. Входит в состав Аксуского сельского округа. Код КАТО — 193233400.

## Население
В 1999 году население села составляло 408 человек (209 мужчин и 199 женщин). По данным переписи 2009 года, в селе проживали 252 человека (135 мужчин и 117 женщин).